# Herpay Ágnes
Herpay Ágnes (Sopron, 1959. augusztus 2.) fagottművész, egyetemi oktató.

## Tanulmányai
Zenei tanulmányait a soproni Állami Zeneiskolában kezdte zongora szakon, majd 1975-től a Győri Zeneművészeti Szakközépiskolában fagott szakon folytatta. 1978-tól a Liszt Ferenc Zeneművészeti Főiskola Győri Tagozatának Népköztársasági Ösztöndíjas hallgatója fagott és szolfézs szakon (208/81).
Nagy hatással volt rá már a zeneiskolás és főiskolás tanulóévei alatt a kóruséneklés (Kovács Sándor és Szabó Miklós karnagyok vezetésével), ugyanakkor a kamarazene (szakközépiskolai évei alatt az iskolában rendezett Modern Zenei Versenyt nyert) és zenekari játék is (Soproni Szimfonikus zenekar, a Győri Színház Operazenekara, Győri Szimfonikus Zenekar).
Fagott-tanárai: Maros Ernő, Nagy András fagottművész, az Állami Operaház első fagottosa, Ngnyen Puch Linh, a Zeneakadémia akkori vietnami hallgatója, Vizsolyi Lívia fagottművész, Keszler György, az Állami Operaház első fagottosa, és néhai ifj Hara László, az Állami Hangversenyzenekar szólamvezető első fagottosa. Döntő változást életében sikeres zeneakadémiai felvételije hozta 1981-ben. Zenei kiteljesedését, gondolkodásának megváltozását döntően az intézmény tanárai tették lehetővé. A teljesség igénye nélkül: Janota Gábor fagottművész, Kurtág György zeneszerző, Czidra László barokk furulya művész, Simon Albert karmester, Kroó György zenetudós, Botvay Károly gordonkaművész. Diplomáját jeles eredménnyel szerezte meg (25/1984). Nyáron hallgatója volt a bajai Pro Musica Nemzetközi Nyári Akadémia tábornak, ahol ifjú Hara László tanította. 1984 őszén sikerrel vett részt a müncheni Nemzetközi Fagott versenyen.

## Munkássága
1984-től a Pécsi Szimfonikus Zenekar első fagottosa, később szólamvezetője. Az együttes egyik meghatározó egyénisége nemcsak művészileg, hanem az együttest összefogó kohéziós személyiségként is. Tagja volt a zenekar grémiumának: a titkos választással szavazott Művészeti Tanácsnak, valamint a Magyar Zeneművészek és Táncművészek Szakszervezete elnökségi tagja és helyi titkára volt.
Zenekari munkája mellett számos hangversenyen lép fel, évenként ad szólóestet a pécsi Művészetek házában, fellépett a Pécsi Szimfonikus Zenekarral, Mozart, Weber és Vivaldi több fagott versenyének szólistájaként, többször közreműködött Mozart ill. Haydn Sinfonia concertante darabjaiban, szólóestje volt a Tavaszi Fesztivál keretén belül Sopronban és Kaposváron; egyenes adásban játszotta a Bartók rádióban Weber fagott versenyét (2003. ápr. 1.).
A kamarazene területén fúvósötössel lépett fel a legtöbbet. Művészeti vezetője volt a pécsi Barbakán Fúvósötösnek, jelenleg a Pécsi Fúvósötös tagja. Más zenekarok munkájában is részt vett (például a Weiner-Szász kamarazenekarban is játszott). A vendégszereplés nyitotta meg számára a historikus hangszerekkel való ismerkedés lehetőségét, az előadásmód régi-új területeit is a Vashegyi György vezette Orfeo zenekarban, ahol több alkalommal klasszikus korabeli historikus fagotton játszott.
Az oktatás területén a rövid ideig alsófokon gyűjtött tapasztalatok után 1987-től a Pécsi Művészeti Szakközépiskola tanára. A budapesti Liszt Ferenc Zeneművészeti Főiskola Tanárképző Intézetében a fagottos hallgatók fele a növendéke volt. A három évente megrendezett országos szakközépiskolai versenyekre mindig készített fel növendéket, közülük kettő hozta el a második díjat, a többi pedig a döntő szakaszba jutott.
1995-96-ban, majd 1998 óta tanít a Pécsi Tudományegyetem Művészeti Karának Zeneművészeti Intézetben. Rendszeresen részt vesz a zeneiskolai tanárok országos továbbképzésében, az Országos Pedagógiai Intézet meghívására (jelenleg Metronom Kht.).
Kulturális Minisztérium felkérésére a Nemzeti Alaptanterv alapfokú fagott-oktatásra vonatkozó részét dolgozta ki. 1994-ben adták ki Szeretek Fagottozni címmel a 9-10 évesek számára írt gyakorlatkötetét, amely azóta az alsófokú fagottoktatás egyik kedvelt iskolája lett. Rendszeresen tanít a bajai Pro Musica Nemzetközi Nyári Akadémián. Zenekari-művészi pályáján szerzett tapasztalatai meghatározzák gondolatvilágát.
A tanítás permanens megújítása, valamint a rendszeres koncertezés vezették a mesterdoktori kérelem benyújtására, a mesterdoktori értekezés (DLA) elkészítésére. Mesterdoktori hangversenye 2004. május 25-én volt a Zeneakadémia Dísztermében.
2014. november 14-én habilitált a Pécsi Tudományegyetemen.

## Elismerései
- Pannon Filharmonikusok Likl Díja (2016)
- Pécs Város Művészeti Díja (2008)
- Artisjus Díj a kortárs zene oktatásáért (2008)
- A Pannon Filharmonikus Zenekar - Pécs közönségdíja "A legkedvesebb muzsikus" (2007)
- Év zenekari művésze (2006)
- Bartók Béla - Pásztory Ditta díj (1998)
- Pécsi Szimfonikus Zenekar Művészeti Nívódíj (1989)[2]